# Gazeta Lwowska (1941–1944)
Die Gazeta Lwowska (Lemberger Zeitung) war eine Tageszeitung in polnischer Sprache, die zu Propagandazwecken von August 1941 bis Juli 1944 in Lemberg von der deutschen Besatzungsmacht herausgegeben wurde.
Chefredakteure waren Felix Rufenach, Aleksander Schedlin-Czarliński und schließlich Georg Albert Lehmann.